# Улрих Аугсбургски
Свети Улрих Аугсбургски (на немски: Heilige Ulrich I, Ulrich von Augsburg, Uodalrîh; Ulrich von Dillingen; на латински: Uodalricus; * 890, Витислинген или Аугсбург; † 4 юли 973, Аугсбург) е като Улрих I епископ на Аугсбург от 923 до 973 г. По времето на унгарските нашествия през 10 век той защитава град Аугсбург.

## Биография
Улрих е син на гауграф Хугбалд I фон Дилинген († 909). Той произлиза от благородническия род Хупалдинги, прародителите на графовете на Дилинген. Майка му Дитбурга (също Титбурга, † сл. 923) произлиза от германската кралска фамилия, дъщеря е на Бурхард от род Бурхардинги.
От 900 до 908 г. той следва в абатството Санкт Гален. След това служи при чичо си Адалберо, епископ на Аугсбург и след неговата смърт през 909 г. отива на родителските си земи.
Улрих става епископ на Аугсбург на 28 декември 923 г. чрез номинирането му от източнофранкския крал Хайнрих I. По времето на унгарските нашествия той окрепва през 926 г. град Аугсбург.
Улрих е близък довереник и приятел на Ото I и е в свитата му най-малко петнадесет пъти. През Лиудолфинското въстание (952 – 954) той е на страната на краля. По-късно, заедно с епископ Хартберт от Хур, той допринася за мирния договор между Ото I и въстаналия му син Лиудолф.
Той допринася за победата на крал Ото I Велики над Унгария в битката на Лехското поле (8 до 10 август 955). След тези боеве Улрих се издига в най-горното съсловие на могъщите в Германия. Улрих получава от Ото привилегията да сече монети. Той ходи на поклонение в Рим най-малко четири пъти.
На 4 юли 973 г. Улрих умира в Аугсбург и е погребан в построения от него гроб в отново възстановената църква „Св. Афра“ в Аугсбург.
На 3 февруари 993 г. той е канонизиран за Светия от папа Йоан XV. Чества се на 4 юли.

## Галерия
- Св. Улрих в капелата „Св. Агата“, 1460 г.
- Св. Улрих на кон на Лехското поле пред църквата в Аугсбург